# Chisholm Trail

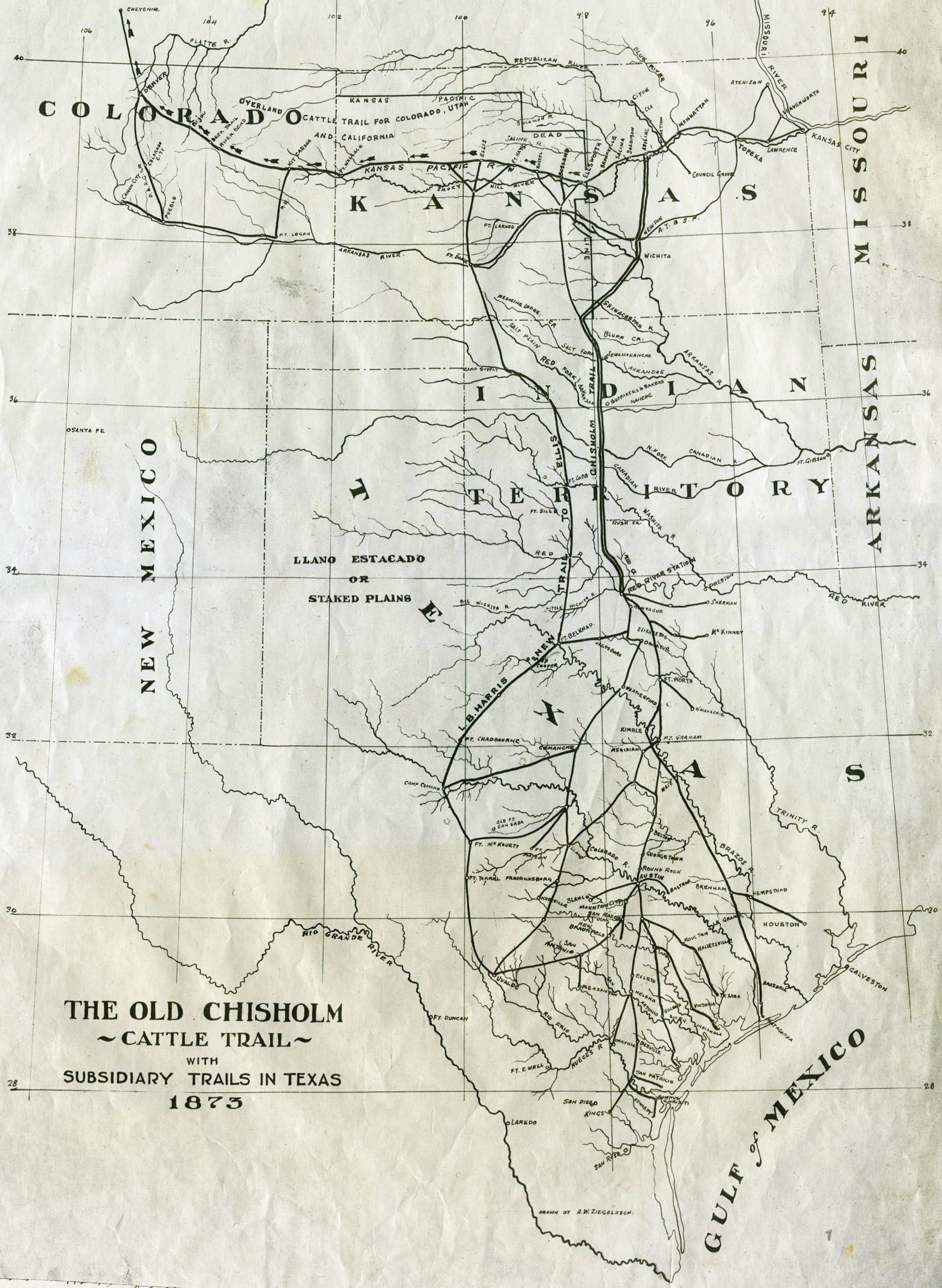
Karte des Chisholm Trail und seiner Nebenwege um 1873

Der Chisholm Trail war ein Herdenweg in den Vereinigten Staaten für den Viehtrieb aus dem Süden von Texas zum Verladebahnhof im etwa 800 km nördlich gelegenen Abilene, Kansas.
Der Trail wurde hauptsächlich zwischen den Jahren 1867 und 1887 genutzt, um das Vieh zum Kopfbahnhof der Kansas Pacific Railway in Abilene zu bringen, von wo aus es nach Osten transportiert wurde. Der Chisholm Trail war die westliche Route der sogenannten Texas Road (auch East Shawnee Trail). Er wurde nach Jesse Chisholm benannt, der schon vor dem Amerikanischen Bürgerkrieg entlang dieser Route eine Reihe von Trading Posts (Handels- und Poststationen) eingerichtet hatte, die die einzige Infrastruktur in den Steppen darstellten. Er selbst hat den Trail nie für eigene Viehtriebe genutzt.

## Geschichte
Wegen des Amerikanischen Bürgerkriegs konnten die Rinder des konföderierten Texas mehrere Jahre lang nicht an die bisherigen Abnehmer im unionistischen Norden geliefert werden, sodass die Herden wuchsen und die Preise verfielen. 1866 lag der Preis für ein Rind in Texas bei nur 4 US-Dollar, während er weiter im Norden und in den östlichen Staaten bei 40 $ lag.
1867 eröffnete Joseph G. McCoy Viehhöfe (engl.: Stockyard) in Abilene, Kansas. Er ermutigte texanische Viehzüchter, ihre Herden zu seinen Umschlagplätzen zu treiben, die dadurch schon im selben Jahr zu den größten Viehhöfen westlich von Kansas City wurden.
O. W. Wheeler und seine Partner nutzten den Chisholm Trail und führten 1867 eine Herde von 2400 Rindern nach Abilene. Dies waren die ersten von insgesamt 5 Millionen texanischen Rindern, die Kansas über den Chisholm Trail erreichten.
Von 1867 bis 1871 endete der Trail in Abilene. Später dienten Newton, Kansas, und Wichita, Kansas, als Verladebahnhöfe. Von 1883 bis 1887 bildete Caldwell, Kansas, das Ende des Trails.
1885 begann die Bedeutung von Viehtrieben durch den Bau der Missouri-Kansas-Texas Railroad nachzulassen.

## Filme
- Elmer Clifton (Regie): The Old Chisholm Trail. USA 1942.
- Howard Hawks (Regie): Red River. USA 1948.